# كارميلو أنتروني لي
كارميلو أنتروني لي (بالإنجليزية: Carmelo Antrone Lee) مواليد 7 يونيو 1977 في أتلانتا، هو لاعب كرة سلة أمريكي. بدأ مسيرته الاحترافية في سنة 2002. يلعب مع فريق بيراتاس دي كويبراديلاس في دوري بورتوريكو لكرة السلة. يحمل الرقم 32. حقق المركز الثاني في بطولة أمم الأمريكتين لكرة السلة 2009. لعب مع ريجاتاس كوريينتس.

## الميداليات
| الميدالية | المسابقة                             |
| --------- | ------------------------------------ |
| برونزية   | بطولة أمم الأمريكتين لكرة السلة 2007 |
| فضية      | بطولة أمم الأمريكتين لكرة السلة 2009 |
| فضية      | دورة الألعاب الأمريكية 2007          |

## روابط خارجية
- كارميلو أنتروني لي على موقع الاتحاد الدولي لكرة السلة (الإنجليزية)
- كارميلو أنتروني لي على موقع كرة السلة الأوروبية.كوم (الإنجليزية)
- كارميلو أنتروني لي على موقع كلية كرة السلة في سبورتس رفرنس.كوم (الإنجليزية)
- كارميلو أنتروني لي على موقع ريلجم (الإنجليزية)
- كارميلو أنتروني لي على موقع بروبوليرز (الإنجليزية)
- كارميلو أنتروني لي على موقع سبورتس رفرنس (الإنجليزية)